# Transferin

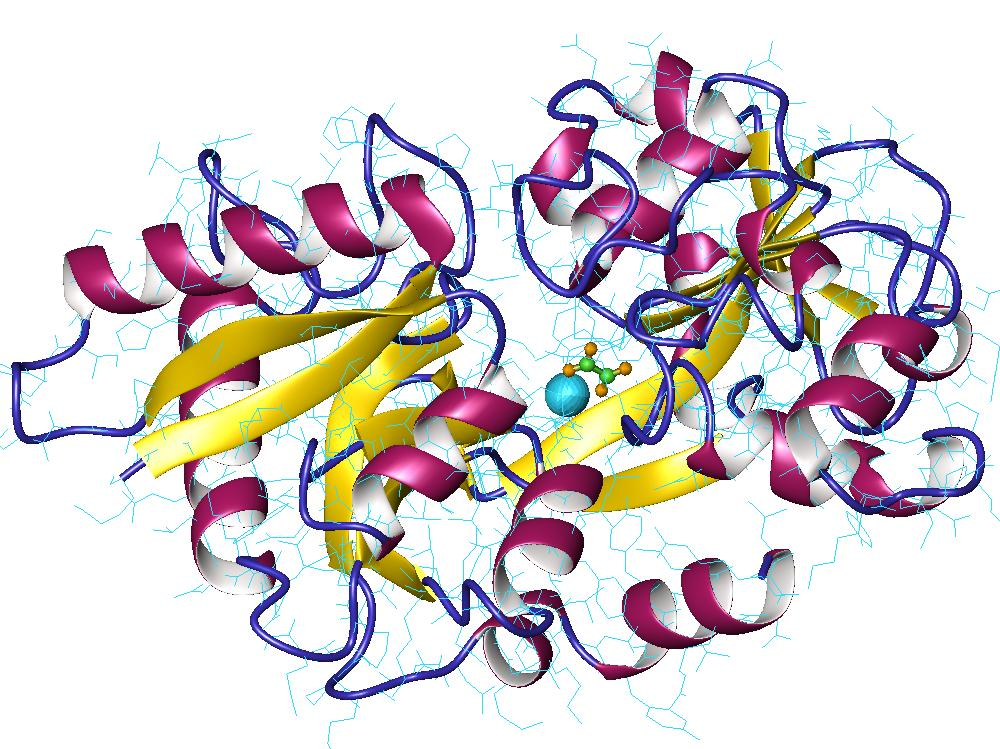
molekulová struktura

Transferin (Tf, též transferrin) je B1 globulin. Je to glykoprotein a je syntetizován v játrech. Bylo zjištěno vice než 20 polymorfních forem. Podle jiných zdrojů se jako transferin mohou označit i další příbuzné proteiny, jako laktoferin, melanotransferin, konalbumin a serotransferin.

## Funkce
Tf hraje důležitou roli v metabolismu železa, přenos je zhruba 2 ionty železa na 1 molekulu transferinu. Koncentrace transferinu v plazmě je asi 3 000 mg/l. Volné železo je toxické, ale spojením s Tf se jeho potenciální toxicita sníží a zároveň je železo přenášeno tam, kde je potřeba.

## Mechanismus přenosu
Mnoho typů buněk má na povrchu transferinové receptory. Protein se na tyto receptory váže a je následně do buňky vstřebán endocytosou. Kyselé pH v lysozomu následně způsobí disociaci železa s proteinem.